# Port lotniczy Sylt
Port lotniczy Sylt (IATA: GWT, ICAO: EDXW) – port lotniczy położony 2 km na wschód od Westerland, w gminie Sylt, na wyspie Sylt, w kraju związkowym Szlezwik-Holsztyn, w Niemczech.

## Linie lotnicze i połączenia
| Linia lotnicza                | Kierunek                                           |
| ----------------------------- | -------------------------------------------------- |
| Eurowings                     | 1. Düsseldorf Sezonowo: 1. Stuttgart               |
| Lufthansa                     | Sezonowo: 1. Frankfurt 2. Monachium                |
| Luxair                        | Sezonowo: 1. Luksemburg                            |
| Rhein-Neckar Air              | Sezonowo: 1. Mannheim Sezonowe czartery: 1. Kassel |
| Swiss International Air Lines | Sezonowo: 1. Zurych                                |
| Sylt Air                      | Sezonowo: 1. Hamburg                               |